# Dwór Dolny w Starym Waliszowie
Dwór Dolny w Starym Waliszowie (niem. Rittergut, Schloss Nieder Alt Waltersdorf) – dwór w Starym Waliszowie, w powiecie kłodzkim.
Dwór położony jest w zachodniej części wsi, na skarpie nad rzeką Nysa Kłodzka. W skład folwarku wchodzą jeszcze trzy budynki. W XIX w. dwór był własnością Josepha Gruna. 

We wsi jest jeszcze Dwór Górny (nr 91).